# Thirumalayampalayam
Thirumalayampalayam es una ciudad y nagar Panchayat situada en el distrito de Coimbatore en el estado de Tamil Nadu (India). Su población es de 12 164 habitantes (2011). Se encuentra a 19 km de Coimbatore.

## Demografía
Según el censo de 2011 la población de Thirumalayampalayam era de 12 164 habitantes, de los cuales 6034 eran hombres y 6130 eran mujeres. Thirumalayampalayam tiene una tasa media de alfabetización del 72,93 %, inferior a la media estatal del 80,09 %: la alfabetización masculina es del 80,17 % y la alfabetización femenina del 65,84 %.